# Quintus Cornelius Proculus
Quintus Cornelius (Senecio) Proculus (vollständiger Name Lucius Stertinius Quintilianus Acilius Strabo Quintus Cornelius Rusticus Apronius Senecio Proculus) war ein römischer Politiker und Senator zur Zeit des Antoninus Pius und des Mark Aurel.
Durch die Fasti Ostienses ist belegt, dass Proculus 146 zusammen mit Lucius Aemilius Longus Suffektkonsul war. Um 161/62 war er wohl Prokonsul der Provinz Asia.
Er könnte der leibliche Bruder von Lucius Stertinius Quintilianus Acilius Strabo Gaius Curiatius Maternus Clodius Nummus gewesen, aber von einem Cornelier – etwa Cornelius Proculus, dem Statthalter von Pannonien im Jahr 133 – adoptiert worden sein.
Proculus hatte ausweislich einer von seinen Töchtern gesetzten Grabinschrift mindestens drei Kinder: Cornelia Procula, Placidia und Quintus Cornelius Senecio Proculus, ein Legat der Provinz Asia, der zur gleichen Zeit wie er starb, vielleicht an der Antoninischen Pest.